# 1,6-己二醇二缩水甘油醚
1,6-己二醇二缩水甘油醚是一种脂肪族化合物，分子式C12H22O4，可看作二分子缩水甘油与一分子1,6-己二醇形成的醚，带有两个环氧基团，常温常压下为无色透明液体，是欧盟的《关于化学品注册、评估、许可和限制法案》注册化学品。